# موتورسواری تریال

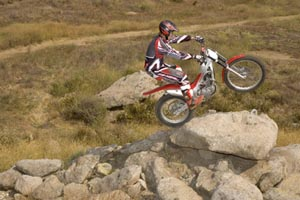
Montesa Cota 4RT

ورزش موتورسواری تریال، یک ورزش با سرعت کم در شاخهٔ موتورسیکلت‌های تخصصی آفرود است. این ورزش بیشتر در کشورهای بریتانیا و اسپانیا رایج است، اگرچه شرکت کنندگانی از سراسر جهان از جمله ایران دارد.
موتورسیکلت‌های تریال مدرن از این جهت متمایز هستند که بسیار سبک‌وزن شده‌اند، صندلی ندارند (برای سوار شدن به حالت ایستاده طراحی شده‌اند) و کمک جلوهایی کوتاه‌تر نسبت به موتورسیکلت‌های موتور کراس یا موتور اندرو دارند.
موتورسیکلت‌های تریال همچنین اغلب توسط مسابقه دهندگان در سایر ورزش‌های موتورسیکلت (مانند موتور کراس یا موتور ریس) به عنوان راهی برای تمرین متقابل استفاده می‌شوند، زیرا موتورسواری تریال نیاز به مهارت در کنترل میزان گاز، تعادل و کنترل مناسب روی موتورسیکلت دارد.

## مشخصات
در مسابقه‌های موتور تریال یک شرکت کننده در حالی که تلاش می‌کند با پاهای خود زمین را لمس نکند، از مسیری با مانع‌های متعدد عبور می‌کند. مانع‌های موجود در مسیر ممکن است از عنصرهای طبیعی یا مصنوعی ساخته شده باشند. در تمام بخش‌ها، صرف نظر از محتوا، مسیر تعیین شده با دقت طراحی شده‌است تا مهارت موتورسوار را محک بزند. در بسیاری از مسابقه‌ها موتور تریال مشاهده شده که موتورسوارها به گروه‌های جداگانه تقسیم می‌شوند تا سطح مهارت‌های مختلف موتورسوارها را که در کلاس‌های مختلف رقابت می‌کنند، در نظر بگیرند.
در هر بخش، مسابقه‌دهنده توسط یک داور امتیاز می‌گیرد. داور تعداد تکرارهایی را که شرکت‌کننده با پا (یا هر قسمت دیگر از بدن) زمین را لمس می‌کند، محاسبه می‌کند. هر بار که یک شرکت کننده با یک پا زمین را لمس می‌کند، مجازات آن یک امتیاز است.

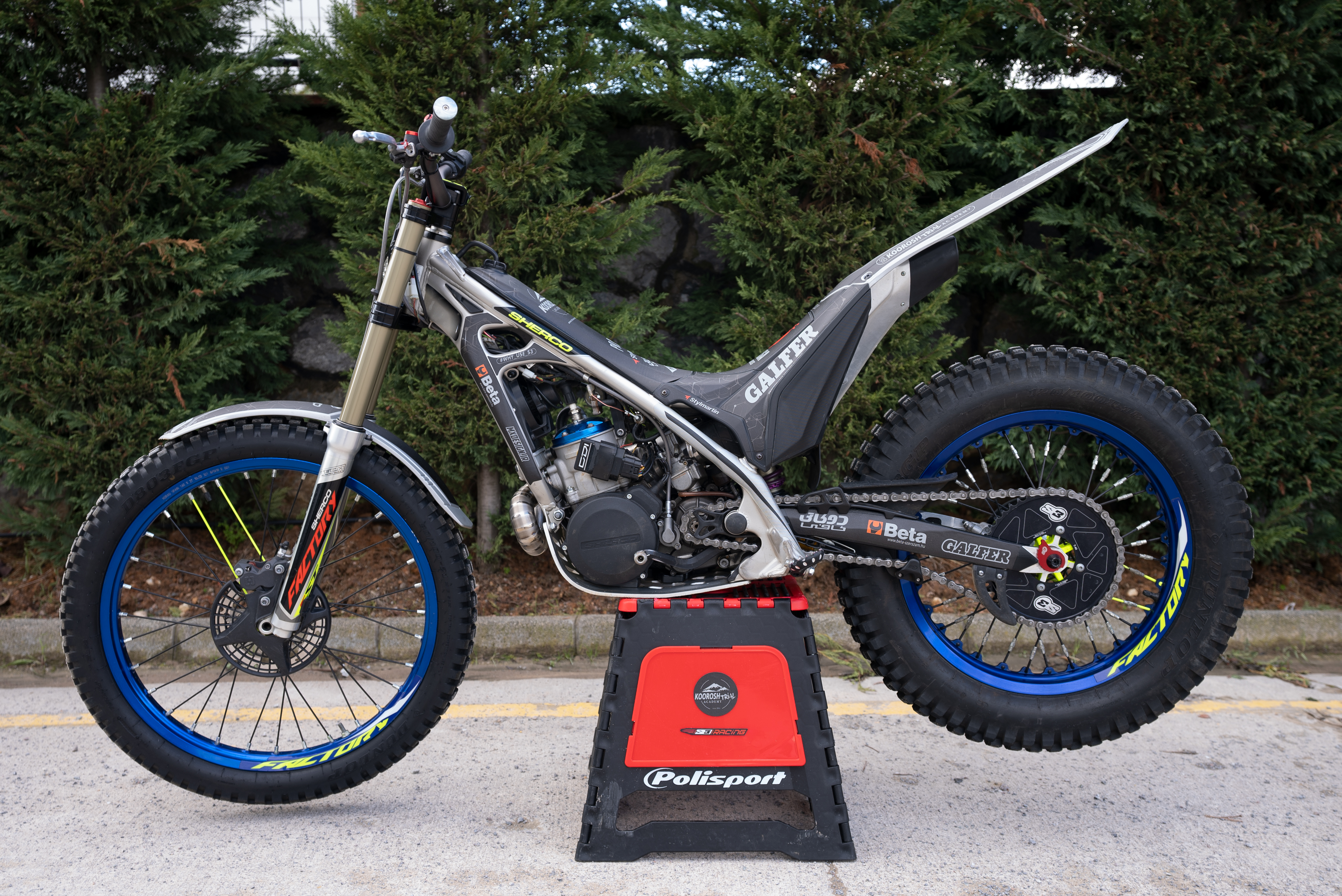
Trial motorcycle

امتیازات ممکن در هر بخش شامل ۰، ۱، ۲، ۳ یا ۵ است. اگر یک رقیب بدون تماس با پا از بخش عبور کند، امتیاز ۰ را کسب می‌کند (که به آن «عبور تمیز از مانع» می‌گویند). اگر یک بار زمین را لمس کنند، امتیاز ۱ را دریافت می‌کنند. اگر دو بار زمین را لمس کنند، امتیاز ۲ را دریافت می‌کنند. اگر آنها سه بار یا بیشتر زمین را لمس کنند، امتیاز ۳ را به دست می‌آورند — تا زمانی که این بخش را بدون توقف موتورسیکلت، پیاده شدن، خارج شدن از محدوده یا عقب رفتن کامل کنند. اگر موتورسوار نتواند بخش را کامل کند، نمره ۵ به دست می‌آید. برندهٔ مسابقه موتورسواری است که کمترین امتیاز را در پایان مسابقه کسب کند. در صورت مساوی بودن تعداد امتیاز بین دو موتورسوار برنده توسط نتیجهٔ زمان عبور آنها از موانع مشخص خواهد شد.
مسابقات جهانی داخل سالن و خارج از سالن، و همچنین «جام جهانی» تیم ملی داخل سالن و خارج از سالن (Trial des Nations) وجود دارد. دوگی لمپکین، موتورسوار بریتانیایی، به خاطر کسب هفت عنوان قهرمانی جهان در فضای باز در دهه‌های ۱۹۹۰ و ۲۰۰۰ مشهور است، همان تعداد قهرمانی که جوردی تارس، موتورسوار اسپانیایی در دهه‌های ۱۹۸۰ و ۱۹۹۰ به دست آورد. از موتورسواران مطرح در ورزش موتور تریال می‌توان به سامی میلر ایرلند شمالی (دهه ۱۹۶۰)، یرجو وسترینن فنلاند (دهه ۱۹۷۰) و ادی لژون از بلژیک (دهه ۱۹۸۰) اشاره کرد. قهرمان فعلی جهان در فضای باز آنتونی بو از اسپانیا است که قهرمان فعلی مسابقات داخل سالن نیز می‌باشد.
علاوه بر مسابقات قهرمانی جهان، رویدادهای مهم دیگری مانند (SSDT) اسکاتلندی Six Days Trial و Scott Trial نیز وجود دارد.
تولیدکنندگان اصلی موتورسیکلت‌های تریال گس گس، بتا، شرکو، مونتسا هوندا، اسکورپا، TRS و ورتیگو هستند. در گذشته تولیدکنندگان زیادی از کشورهایی مانند اسپانیا، ژاپن، بریتانیا و ایتالیا وجود داشته‌اند.
کلاس‌های کلاسیک برای موتور تریال‌های قدیمی وجود دارد. کلاس‌ها شامل موتورسیکلت‌های قبل از ۱۹۶۵ یا قبل از ۱۹۶۷ (معمولاً بریتانیایی)، و همچنین رویدادهای قدیمی‌تر برای موتورسیکلت‌های تریال مشاهده‌شده که با دو کمک فنر عقب هستند. در بیشتر موارد، موتورسیکلت‌های دو کمک بین سال‌های ۱۹۶۷ و ۱۹۸۵ تولید شدند و معمولاً ژاپنی یا اسپانیایی هستند. یکی از موارد اضافه شده اخیر، کلاسی برای موتورهای مونوشوک با هوا خنک کن بوده‌است که ماشین‌های تا حدود سال ۱۹۹۰ را پوشش می‌دهد.
در ورزش موتورسواری تریال مسابقات خارج از سالن "Trial" نامیده می‌شوند، در حالی که رویدادهای داخل سالن "X-Trial" نامیده می‌شوند.

### تریال سایدکار

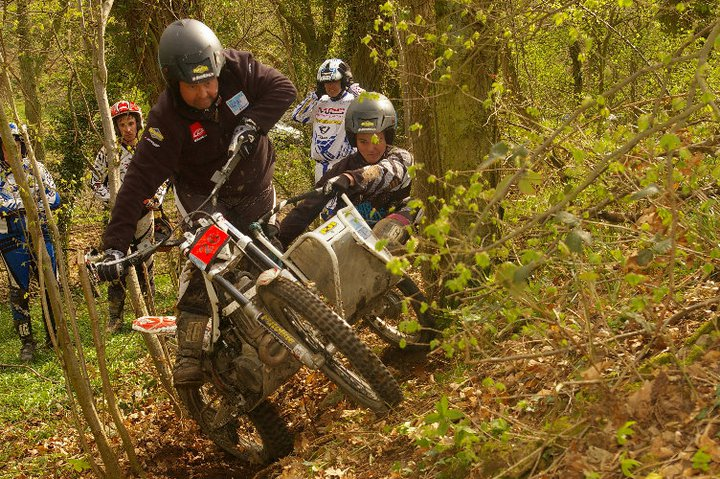
یک موتورتریال سایدکار سوار در حال سواری

علاوه بر موتور تریال‌های سنتی که موتورسیکلت انفرادی هستند، نوعی از این ورزش روی ۳ چرخ وجود دارد که به عنوان Sidecar تریال شناخته شده‌است، تریال سایدکار متشکل از یک راننده و یک همراه است. این مسابقه به همان روش مسابقات موتور تریال استاندارد برگزار می‌شود، با یک استثنا، قوانین شامل مسافر هم می‌شود به این صورت که اگر قسمتی از بدن مسافر زمین را لمس کند، امتیاز ۵ را به شرکت کننده می‌دهد. نقش همراه این است که تعادل خود را روی صندلی کناری حفظ کند و از بلند شدن چرخ خودروی کناری جلوگیری کند.
تریال سایدکار عمدتاً بریتانیایی است، با این حال رویدادهایی در اروپا و استرالیا برگزار می‌شود. مسابقات قهرمانی بریتانیا بالاترین سطح مسابقات است که در ۱۰ دور با ۳ سطح دشواری برگزار می‌شود. Clubman, Intermediate & Expert، موتورسواران با برنده شدن مسابقات قهرمانی در کلاس "Expert" به عنوان قهرمان تریال سایدکار بریتانیا شناخته خواهند شد.

### موتور تریال برای مسافت طولانی
مسابقات موتور تریال برای مسافت طولانی شامل مسیری است که به دقت برنامه‌ریزی شده‌است تا موتورسواران به مکان‌های مختلف برسند و به جای یک مکان در مکان‌های مختلف در سراسر شهرستان‌های مختلف توقف کنند. این مسابقات در جاده‌های اصلی، تپه‌ها، جاده‌های شیب دار، مسیرهای ناهموار و ماسه ای برگزار می‌شود. برای قرار دادن پای خود روی زمین یا افتادن به موتورسوار امتیاز داده نمی‌شود. در این مسابقه انتظار می‌رود تا موتورسوار در بازه‌های زمانی مشخص به مکان‌های مشخصی برسد.
در این مسابقات موتورسیکلت‌های مدرن و موتورسیکلت‌های قدیمی شرکت می‌کنند.